# NGC 1427A
NGC 1427A is een onregelmatig sterrenstelsel in het sterrenbeeld Eridanus. Het hemelobject ligt 55 miljoen lichtjaar (15,7 × 106 parsec) van de Aarde verwijderd. Het bevindt zich in de buurt van NGC 1427.

## Synoniemen
- ESO 358-49
- MCG -06-09-016
- PGC 13500
- SGC 033815-3546.9
- AM 0338-354
- FCC 235
- HIPASS J0340-35